# Metil-isobutil-cetona
La metil-isobutil-cetona es un compuesto orgánico de fórmula (CH3)2CHCH2C(O)CH3. Esta cetona es un líquido incoloro, utilizado ampliamente como disolvente.

## Producción
La metil-isobutil-cetona se fabrica a partir de acetona a través de un proceso de tres pasos. En primer lugar la acetona se somete a una condensación aldólica para dar alcohol diacetona, que fácilmente se deshidrata para dar óxido de mesitilo. Óxido de mesitilo puede ser hidrogenado para dar metil-isobutil-cetona:
Los procesos modernos se combinan estos tres pasos en uno.
La producción anual es de varios millones de kilogramos.

## Usos
La metil-isobutil-cetona se utiliza como disolvente de la nitrocelulosa, lacas, y ciertos polímeros y resinas.

### Precursor de 6PPD
Otro uso importante es como un precursor de N-(1,3-dimetilbutil)-N-fenil-p-fenilendiamina (6PPD), un antiozonante utilizado en los neumáticos. 6PPD se prepara por acoplamiento reductivo de metil-isobutil-cetona con 4-aminodifenilamina. 

### Aplicaciones como solventes y de nicho
A diferencia de los otros disolventes cetónicos comunes, acetona y butanona, tiene muy baja solubilidad en agua, por lo que es útil para la extracción líquido-líquido . Tiene un similares polaridad a acetato de etilo, pero una mayor estabilidad hacia acuosa de ácido y de base . Se puede utilizar para extraer oro, plata y otros metales preciosos de soluciones de cianuro, tales como las que se encuentran en las minas de oro, para determinar los niveles de los metales disueltos. Diisobutilcetona (DIBK), una cetona lipófilo relacionada, también se utiliza para este propósito. La metil isobutil cetona también se utiliza como un agente desnaturalizante para el alcohol desnaturalizado. Cuando se mezcla con agua o alcohol isopropílico la metil-isobutil-cetona sirve como un revelador de polimetilmetacrilato en la litografía por haz de electrones. La metil-isobutil-cetona se utiliza como un disolvente para el CS en la preparación del aerosol CS utilizado actualmente por las fuerzas de policía británicas.